# Moulin du Gouffre
 (février 2012).
Le moulin du Gouffre est l'un des moulins à eau du Québec au Canada. Il a été classé Monument historique en 1965.

## Identification
- Nom du bâtiment : Moulin à eau César de Baie-Saint-Paul
- Autre nom : Moulin à eau du Gouffre
- Adresse civique : 730, rang Saint-Laurent
- Municipalité : Baie-Saint-Paul
- Propriété : Privée

## Construction
- Date de construction : 1792
- Nom du constructeur : Jean-François Tremblay, « maître charpentier de moulins et seigneur des Éboulements »
  - John Brooks conçoit les mouvements et les moulanges
- Nom du propriétaire initial : Joseph Drapeau (1752-1810)

## Chronologie
- Évolution du bâtiment :
  - le feu détruit le premier moulin en 1828
  - Pierre Tremblay le reconstruit
  - cesse ses activités en 1930
- Autres occupants ou propriétaires marquants :
  - Adolphe Gariépy
  - 1873 : César Tremblay
- Transformations majeures :

## Architecture
- bâtiment en bois de 12 mètres sur 9, sur solage de pierre
- haut de 10 mètres
- « moulin à farine en pierre, à deux étages et à deux paires de moulanges, deux bluteaux, un brancard et ses poids, montants et tous accessoires »
- mur de pierres, crépis
- pignons lambrissés de bardeaux
- charpente du toit composée de sept fermes
- arbalétriers, entraits, poinçons, contreventement faîtier
- voligeage de planches horizontales recouvert de bardeaux de cèdre

## Protection patrimoniale
Classé monument historique en 1965.